# 三美電機
三美電機是日本大型電機公司，總部位於東京都多摩市。早期經營並不順利，直到1990年代和松下壽電子工業合作生產PC/AT外部記憶裝置，搭上電腦革命開始崛起，後來生產1.44MB軟碟機大發利市。21世紀後專注生產電視遊樂器零件和手機零件，並成為任天堂供應商。
1967年，三美電機在臺灣成立「台灣三美股份有限公司」。1969年8月，三美電機在臺灣成立「台北美上美股份有限公司」。

## 外部連結
- 三美電機（页面存档备份，存于）